# Bassia laniflora
Espèce
Classification phylogénétique
Bassia laniflora est une espèce de plante de la famille des Chenopodiaceae, ou des  Amaranthaceae selon la classification phylogénétique.

## Synonyme
- Kochia laniflora (S.G.Gmel.) Borbás

## Noms Communs
Bassia des sables, Bassia laineuse

## Répartition
Présence confirmée dans les Grands Sables de Mayence